# La Rivière (Maillol)
Pour les articles homonymes, voir La Rivière.
La Rivière est une œuvre du sculpteur français Aristide Maillol. Il s'agit d'une sculpture en plomb. Créée en 1938, elle est installée à Paris, en France.

## Description
L'œuvre est une sculpture en plomb, fondeur : Rudier Alexis et Eugène. Elle représente un nu féminin allongé sur son côté gauche la tête renversée en équilibre instable. C'est une des statues monumentales de la fin de la vie du sculpteur  pour lesquelles Dina Vierny est son inspiratrice et son modèle. Le modèle en plâtre (1938) a disparu.

## Localisation
La sculpture est installée depuis 1964 dans le jardin du Carrousel aux Tuileries, dans le 1er arrondissement de Paris. Elle fait partie d'un ensemble de statues de Maillol exposées en plein air sur l'initiative d'André Malraux à la suite du legs par Dina Vierny de dix-huit statues du sculpteur, leur installation est supervisée par Dina Vierny elle-même, situation immortalisée par Robert Doisneau.

## Artiste
Aristide Maillol (1861-1944) est un sculpteur français.